# 広瀬河畔通

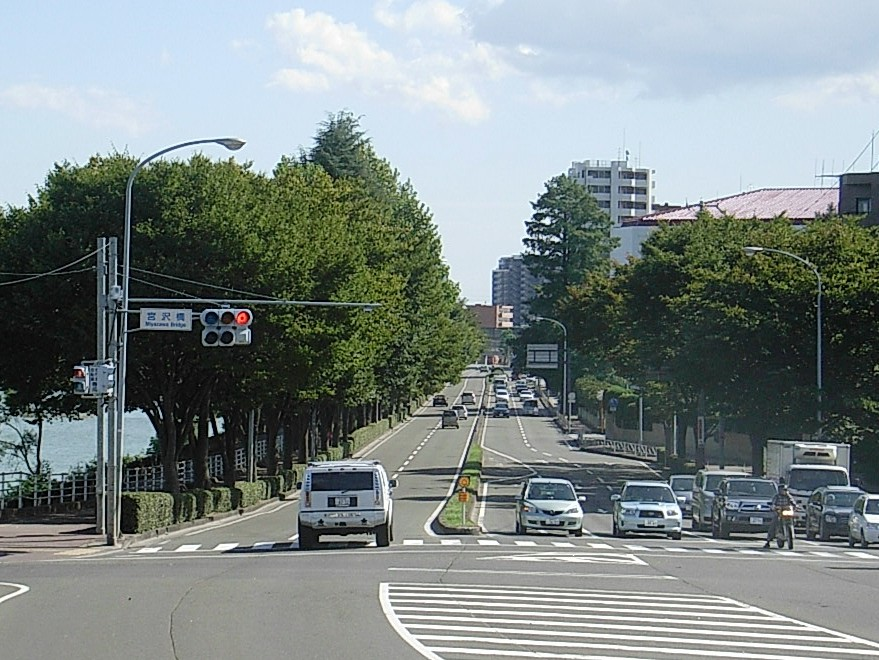
宮沢橋交差点付近
（2007年（平成19年）10月撮影）

広瀬河畔通（ひろせかはんどおり）は、宮城県仙台市太白区の愛宕大橋南詰（愛宕上杉通との連結部）から、同区の鹿の又交差点（国道4号仙台バイパスとの交差点）に到る道路を指す。全線が広瀬川右岸（南岸）に沿ってある。仙台市の愛称命名道路のうちの1つで、1983年（昭和58年）に公募により命名された。

## 概要
仙台市都心部を南北に貫く愛宕上杉通と愛宕大橋南詰で接続し、広瀬川右岸（南岸）に沿って延びて、途中、秋保通などの太白区主要幹線道路をいくつも接続し、国道4号：仙台バイパスとの鹿の又交差点で終点となる。鹿の又交差点を直進すると仙台南部道路・長町ICに直結するため、車で都心部から仙台空港へ向かう場合にも使われる（（廃止）エアポート・リムジンバス参照）。
起点である愛宕大橋南詰から、秋保通との分岐である宮沢橋交差点（宮沢橋南詰）までの区間は両側6車線となっており、リバーシブルレーン規制を実施していたが、時代の流れによる交通変化に伴い、2016年3月21日をもって24時間上下線共に片側3車線通行に固定し、廃止された。
宮沢橋交差点から鹿の又交差点までは両側4車線。途中、仙台市地下鉄南北線（河原町駅〜長町一丁目駅間）のトンネル上、JR東北新幹線（白石蔵王駅〜仙台駅間）と東北本線（長町駅〜仙台駅間）の高架下とそれぞれ立体交差する。
なお、変則五叉路である宮沢橋交差点では、秋保通から当線鹿の又方向へ終日右折禁止。また、両足山大年寺（伊達家墓所がある）に繋がる門前通の起点があるため変則五叉路となっている広瀬橋交差点（広瀬橋南詰）も、当線から長町駅・広瀬橋両方向へ終日右折禁止である。

## 歴史
広瀬川左岸沿いでは、御譜代町の荒町（現宮城県道235号荒井荒町線）などの奥州街道をバイパスする形で昭和初期に新道が建設されて仙台市電・長町線が敷設された。この新道がのちに国道4号（現在の仙台市道若林1157号・土樋藤塚（その1）線）に指定されたが、1976年（昭和51年）3月31日の市電廃止後に市民の足となる自動車やバスの交通需要増大に応えるだけの容量を持ち合わせてなかったため、さらに国道4号をバイパスする形で広瀬川右岸沿いに当道が建設された。
当道は、1970年代に秋保通（現：国道286号）や愛宕大橋とともに建設されたが、当道は市街地等を潰して新たに通した区間が多い。当道の起点部分でも愛宕神社の表参道口にあたる愛宕山東端を削って建設されており、それに伴って愛宕山横穴墓群と宗禅寺横穴墓群の発掘調査も実施された。
かつて当道は、全線が仙台市道太白1983号・元寺小路郡山線であったが、2008年（平成20年）4月1日より、起点の愛宕大橋南詰から八本松一丁目交差点までの区間が国道4号に昇格した。このとき、愛宕上杉通の南端にあたる仙台市道青葉1312号・愛宕大橋線の全線（愛宕大橋交差点〜愛宕大橋南詰）、および、あすと長町を南北に貫く仙台市道太白2240号・あすと長町大通り線（八本松一丁目交差点〜仙台市主要地方道90号仙台南環状線の長町陸橋（廃止）南詰との交差点）も、同時に国道4号に昇格した。なお、2015年4月1日よりあすと長町大通り線は宮城県道273号仙台名取線へ降格されたほか、他の国道4号区間も2016年4月1日より国道286号に変更された。

## 交差する道路
| 交差する道路                                        | 交差する道路                                       | 交差点など   | 路線番号                     | 道路愛称   | その他 |
| 南・西方向                                          | 北・東方向                                         | 交差点など   | 路線番号                     | 道路愛称   | その他 |
| --------------------------------------------------- | -------------------------------------------------- | ------------ | ---------------------------- | ---------- | ------ |
| 国道286号＜愛宕上杉通＞                             |                                                    |              |                              |            |        |
|                                                     |                                                    | 愛宕大橋南詰 | 国道286号                    | 広瀬河畔通 |        |
| 市道太白376号大窪谷地北線                           |                                                    |              | 国道286号                    | 広瀬河畔通 |        |
| 市道太白379号元誓願寺渡場道線                       |                                                    |              | 国道286号                    | 広瀬河畔通 |        |
| 市道太白261号向山1号線                              | 市道太白381号愛宕橋南線                            | 越路         | 国道286号                    | 広瀬河畔通 |        |
| 市道太白384号根岸町2号線                            |                                                    |              | 国道286号                    | 広瀬河畔通 |        |
| 国道286号＜秋保通＞                                 | 市道若林76号宮沢橋線                               | 宮沢橋       | 国道286号                    | 広瀬河畔通 |        |
| 市道太白385号兜塚線                                 | 市道若林76号宮沢橋線                               | 宮沢橋       | 国道286号                    | 広瀬河畔通 |        |
|                                                     |                                                    |              | 宮城県道273号仙台名取線      | 広瀬河畔通 |        |
| 市道太白386号兜塚東線                               |                                                    |              |                              | 広瀬河畔通 |        |
| 市道太白388号長町北町木流堀線                       | 宮城県道54号井土長町線＜昭和市電通り＞＜奥州街道＞ | 広瀬橋       |                              | 広瀬河畔通 |        |
| 市道太白2309号河原町長町南線＜奥州街道＞            | 宮城県道54号井土長町線＜昭和市電通り＞＜奥州街道＞ | 広瀬橋       |                              | 広瀬河畔通 |        |
| 市道太白2401号長町一丁目2号線                       |                                                    |              |                              | 広瀬河畔通 |        |
|                                                     | 市道太白753号八本松堤防線                          |              |                              | 広瀬河畔通 |        |
|                                                     | 市道太白751号長町中河原線                          |              |                              | 広瀬河畔通 |        |
| 市道太白2353号仙台市立病院線                        |                                                    |              |                              | 広瀬河畔通 |        |
|                                                     | 市道太白749号八本松一丁目1号線                     |              |                              | 広瀬河畔通 |        |
|                                                     | 市道太白750号八本松一丁目2号線                     |              |                              | 広瀬河畔通 |        |
| 宮城県道273号仙台名取線＜あすと長町大通り＞         |                                                    | 八本松1丁目  |                              | 広瀬河畔通 |        |
|                                                     |                                                    |              | 市道太白2308号元寺小路郡山線 | 広瀬河畔通 |        |
| 市道太白2439号八本松二丁目自転車歩行者専用道路1号線 |                                                    |              |                              | 広瀬河畔通 |        |
| 市道太白2405号八本松二丁目1号線                     |                                                    |              |                              | 広瀬河畔通 |        |
|                                                     | 市道太白751号長町中河原線                          |              |                              | 広瀬河畔通 |        |
|                                                     | 市道太白752号長町下河原線                          |              |                              | 広瀬河畔通 |        |
| 市道太白747号長町鹿又線                             |                                                    |              |                              | 広瀬河畔通 |        |
| 市道太白2382号長町八木山（その8）線                 |                                                    |              |                              | 広瀬河畔通 |        |
|                                                     | 市道太白755号長町舘ノ内1号線                       |              |                              | 広瀬河畔通 |        |
| 市道太白725号郡山四丁目1号線                        |                                                    |              |                              | 広瀬河畔通 |        |
| 市道太白724号郡山四丁目中央線                       |                                                    |              |                              | 広瀬河畔通 |        |
| 国道4号＜仙台バイパス＞                             | 国道4号＜仙台バイパス＞                            | 鹿の又       |                              | 広瀬河畔通 |        |
| 市道太白2308号元寺小路郡山線                        |                                                    |              |                              |            |        |
| 仙台南部道路・長町インターチェンジ                  |                                                    |              |                              |            |        |

## 沿道の施設など
- 愛宕大橋
- 愛宕神社
- 宮沢橋
- 宮城県武道館
- 木流堀
- 広瀬橋
- 仙台市立病院
- 仙台市地下鉄南北線・長町一丁目駅
- 仙台市太白区八本松市民センター
- 宮城県立聴覚支援学校
- 北目城跡